# Patrik Kallin
Patrik Kallin, född 4 januari 1979, är en svensk rullstolscurlare och del av Lag Jungnell. Han spelar i Södertälje CK.

## Meriter
- Brons vid paralympiska vinterspelen 2010